# St. Peter und Paul (Kadaň)

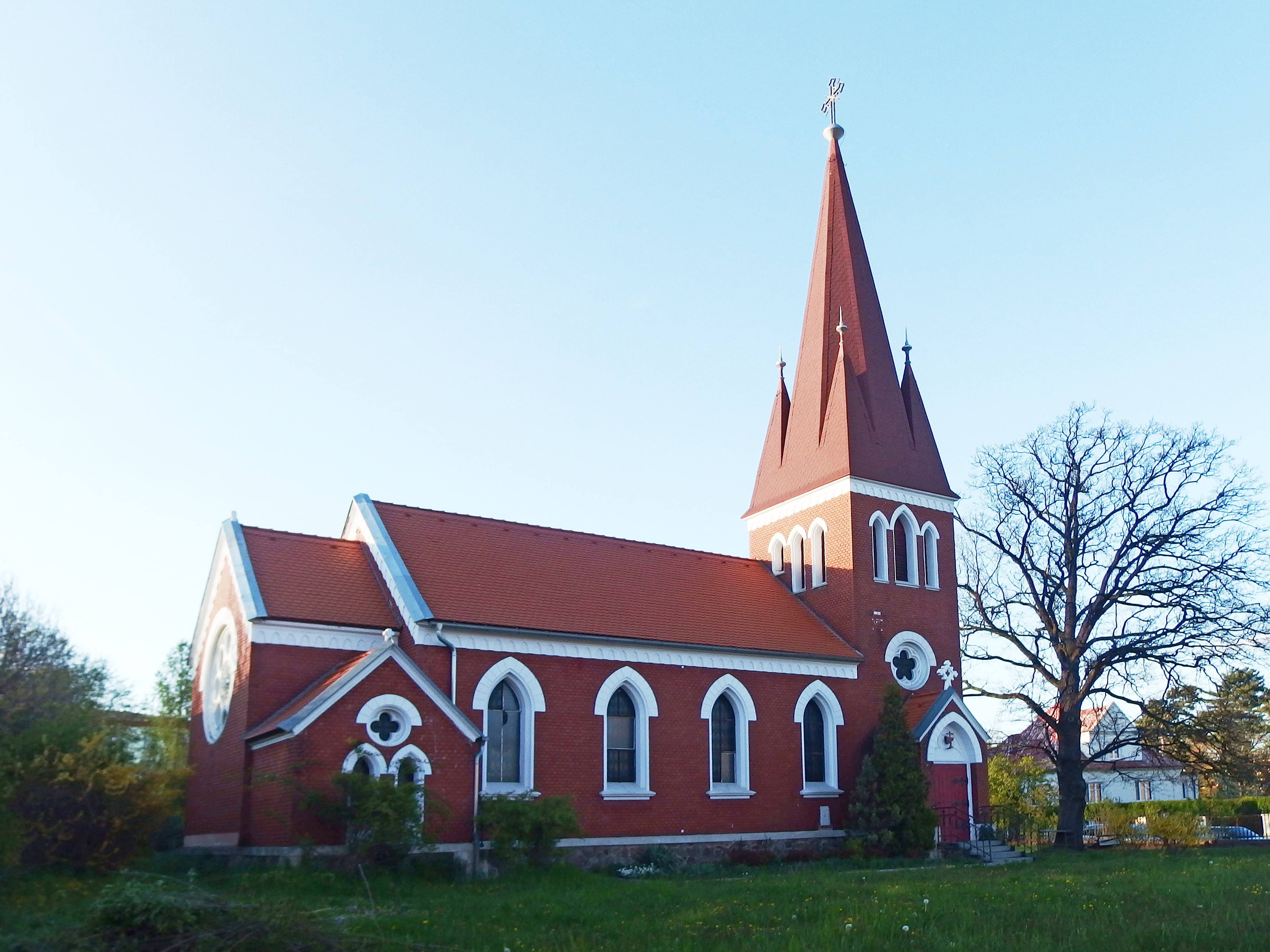
Peter-und-Paul-Kirche (Kadaň)

Die Peter-und-Paul-Kirche (kostel sv. Petra a Pavla) ist die Pfarrkirche der früheren evangelisch-lutherischen Gemeinde Kadaň (deutsch Kaaden) in der Aussiger Region in Tschechien. Bis 1918 gehörte sie der Evangelischen Superintendentur A. B. Westböhmen, danach der Deutschen Evangelischen Kirche in Böhmen, Mähren und Schlesien an. Nach 1945 kam sie zur Tschechoslowakischen Hussitischen Kirche.

## Geschichte
Seit Beginn des 16. Jahrhunderts hatte sich in Kaaden das Luthertum ausgebreitet, schon für das Jahr ist 1523 ein lutherischer Prediger erwähnt. 1543 wurde das vom Konvent verlassene Minoritenkloster mit der Kirche den Protestanten überlassen. Die Parteinahme der Stadt für die protestantische Seite 1547 im Schmalkaldischen Krieg führte jedoch zur Aberkennung der städtischen Privilegien. Die Teilnahme am Ständeaufstand in Böhmen (1618) und die anschließende Durchführung der Gegenreformation hatten die Abwanderung zahlreicher evangelischer Bürger nach Sachsen zur Folge.  Erst das Toleranzpatent von 1781 ermöglichte evangelisch-lutherischen Glaubensangehörigen eine Wiederansässigkeit in Kaaden, bis das Protestantengesetz von 1861 eine rechtliche Gleichstellung bedeutete. Im Zuge der Los-von-Rom-Bewegung, die auf die Etablierung evangelischer Kirchengemeinden in den dominant katholischen Landesteilen des Habsburgerreichs zielte, bildete sich 1899 in Kaden eine evangelische Kirchengemeinde, die 1903 ihren Kirchenbau erhielt.

## Architektur
Die Peter-und-Paul-Kirche wurde 1903 als verputzter Backsteinbau mit Werksteingliederungen in einfachen neugotischen Formen errichtet. Entworfen wurde sie als eine dreijochige Saalkirche mit einfachem Rechteckchor und seitlich anschließender Sakristei. Der Westturm, der auch als Eingangsbau fungiert, ist der Fassade asymmetrisch vorgesetzt, ein runder Treppenturm führt auf die Empore. Das Innere der Kirche ist durch den offenen Dachstuhl geprägt. Als unmittelbares, wenngleich spiegelbildlich kopiertes Vorbild dieses Kirchenbaus diente die evangelische Gustav-Adolf-Kirche in Dernbach (Pfalz) von Franz Schöberl, die 1902 in dem vom Gustav-Adolf-Verein herausgegebenen Tafelwerk Muster für kleine Kirchenbauten publiziert worden war; die Umsetzung des Projekts übernahm der Brüxer Baumeister Wurm.